# Amplified
Amplified è il primo album in studio del rapper statunitense Q-Tip, pubblicato il 30 novembre 1999.
L'album vende 90 000 copie nella sua prima settimana di vendite e debutta alla posizione numero ventotto della Billboard 200. Certificato disco d'oro dalla RIAA, al luglio del 2008 ha venduto più di 675 000 copie fisiche negli Stati Uniti d'America.
| Recensione           | Giudizio |
| -------------------- | -------- |
| AllMusic             | [ 1 ]    |
| Robert Christgau     | A        |
| Pitchfork            | [ 7 ]    |
| Entertainment Weekly | A−       |
| Los Angeles Times    | [ 9 ]    |
| NME                  | [ 10 ]   |
| Q                    | [ 11 ]   |
| Rolling Stone        | [ 12 ]   |
| USA Today            | [ 13 ]   |

## Tracce
Testi e musiche di Kamaal Fareed e James Yancey, eccetto dove indicato.
1. Wait Up – 3:43
2. Higher – 3:30
3. Breathe and Stop – 4:03 (Kamaal Fareed, James Yancey, Robert Bell, George "Funky" Brown, Roy Handy, Robert Mickens, Gene Redd, Jr., Claydes Smith, Dennis Thomas, Richard Westfield)
4. Moving with U – 3:22
5. Let's Ride – 4:07
6. Things U Do – 4:06
7. All In (feat. Meda Leacock) – 3:08
8. Go Hard – 3:02
9. Do It – 2:51 (Rémy Bellenchombre, Kamaal Fareed, Jean-Marc Monneville, George Spivey)
10. Vivrant Thing – 3:11 (Kamaal Fareed, Barry White, James Yancey)
11. N.T. (feat. Busta Rhymes) – 3:54 (Kamaal Fareed, Trevor Smith, George Spivey)
12. End of Time (feat. Korn) – 3:57 (Jonathan Davis, Kamaal Fareed, James Yancey)
13. Do It, See It, Be It – 4:35 – traccia fantasma

## Classifiche

### Classifiche settimanali
| Classifica (1999-00) | Posizione massima |
| -------------------- | ----------------- |
| Regno Unito          | 88                |
| Stati Uniti          | 28                |

### Classifiche di fine anno
| Classifica (2000) | Posizione |
| ----------------- | --------- |
| Stati Uniti       | 171       |